# Kuta Krueng (Bandar Dua)
Kuta Krueng is een bestuurslaag in het regentschap Pidie Jaya van de provincie Atjeh, Indonesië. Kuta Krueng telt 823 inwoners (volkstelling 2010).